# بانكو بيلباو فيزكايا أرجنتاريا
بانكو بيلباو فيزكايا أرجنتاريا (تلفظ بالإسبانية: ‎/ˈbaŋko βilˈβao βiθˈkaʝa arxenˈtaɾja/‏)، المعروفة اختصارا بي بي أوفي أ BBVA، هي مجموعة مصرفية أسبانية متعددة الجنسيات، تأسست سنة 1999، بعد اندماج بانكو بيلباو فيزكايا مع بنك أرجنتاريا، البنوك التي بدورها ادمجت سابقا باتحاد ثلاثة بنوك هامة في إسبانيا، وهي بانكو دي بيلباو وبانكو دي فيزكايا، وبنك إسبانيا الخارجي وصندوق التوفير البريدي المملوك للدولة، مع كيانات صغرى أخرى.

## تاريخ
تعود جذور هذا البنك إلى سنة 1857 عندما قام المجلس الأسباني للتجارة بإنشاء بانكو دي بيلباو كبنك يصدر العملة. عمليا كان البنك الوحيد في بلاد الباسك حتى عقد 1890. في النصف الثاني من القرن 19 لعب بانكو دي بيلباو دورا قياديا في العمليات التي تنطوي على مشاريع البنية التحتية وتطوير صناعة الصلب. في عام 1878، فقد الحق في إصدار العملة.
تم إنشاء بانكو دي فيزكايا سنة 1901. وبدأ عملياته الأولى في بلباو وامتد تدريجيا إلى جميع أنحاء إسبانيا. إضافة إلى أنشطته التجارية المصرفية، ساهم في تطوير جزء كبير من الصناعة الأسبانية. في عام 1902، اندمج بانكو دي بلباو مع بانكو ديل كوميرسيو واستمر كل بنك العمل بشكل مستقل.

### توسعها
بانكو بيلباو فيزكايا أرجنتاريا هو ثاني أكبر بنك في إسبانيا. ركز البنك مؤخرا على التوسع في الخارج، ويعمل الآن في 40 بلدا، وكباقي الشركات الأسبانية الأخرى، يتمتع بموقع مهيمن في البلدان الناطقة بالإسبانية في أمريكا اللاتينية. كما أن لديه وجود قوي في بلدان جنوب أوروبا، خاصة البرتغال وإيطاليا، كما توسع البنك إلى الولايات المتحدة وآسيا.